# Uber
Uber Technologies Inc. ; Uber (Убер) — американская международная публичная компания из Сан-Франциско, создавшая одноимённое мобильное приложение для поиска, вызова и оплаты такси или частных водителей и доставки еды.
С помощью приложения Uber заказчик резервирует машину с водителем и отслеживает её перемещение к указанной точке.
В большинстве случаев водители используют свои собственные автомобили, а также машины таксопарков или партнёров. В большинстве стран 67 % оплаты переходят водителю, 33 % перечисляются Uber.

## Название
В немецком языке «über» означает: «над» или «сверху», часто используется как приставка для обозначения повышенного уровня или превосходной степени. В США «uber» в первой половине XX века превратилось в сленговый вариант слова «super». Первоначальное название компании «UberCab» на русский можно перевести как «СуперТакси».

## История

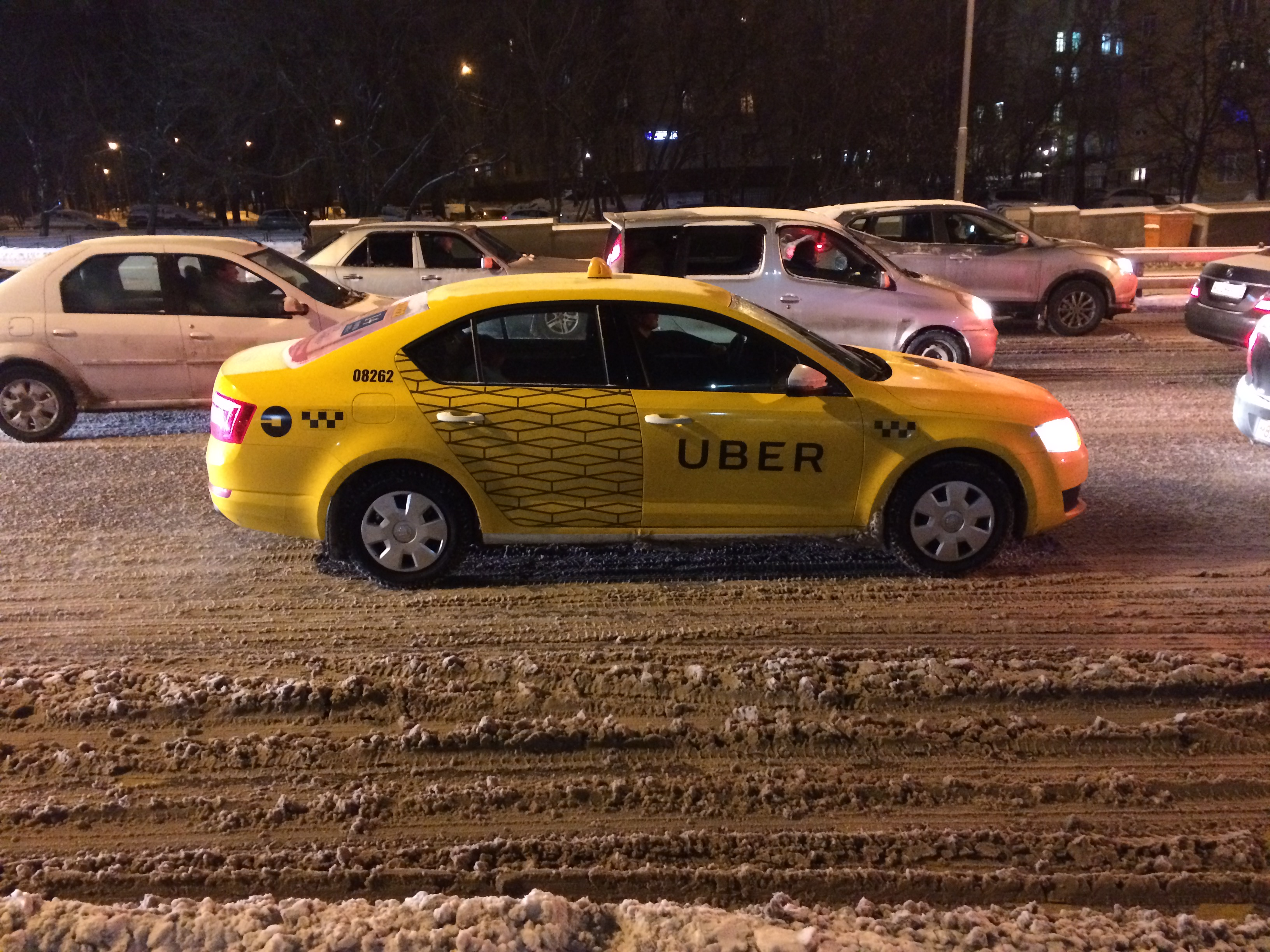
Такси с символикой Uber в Москве

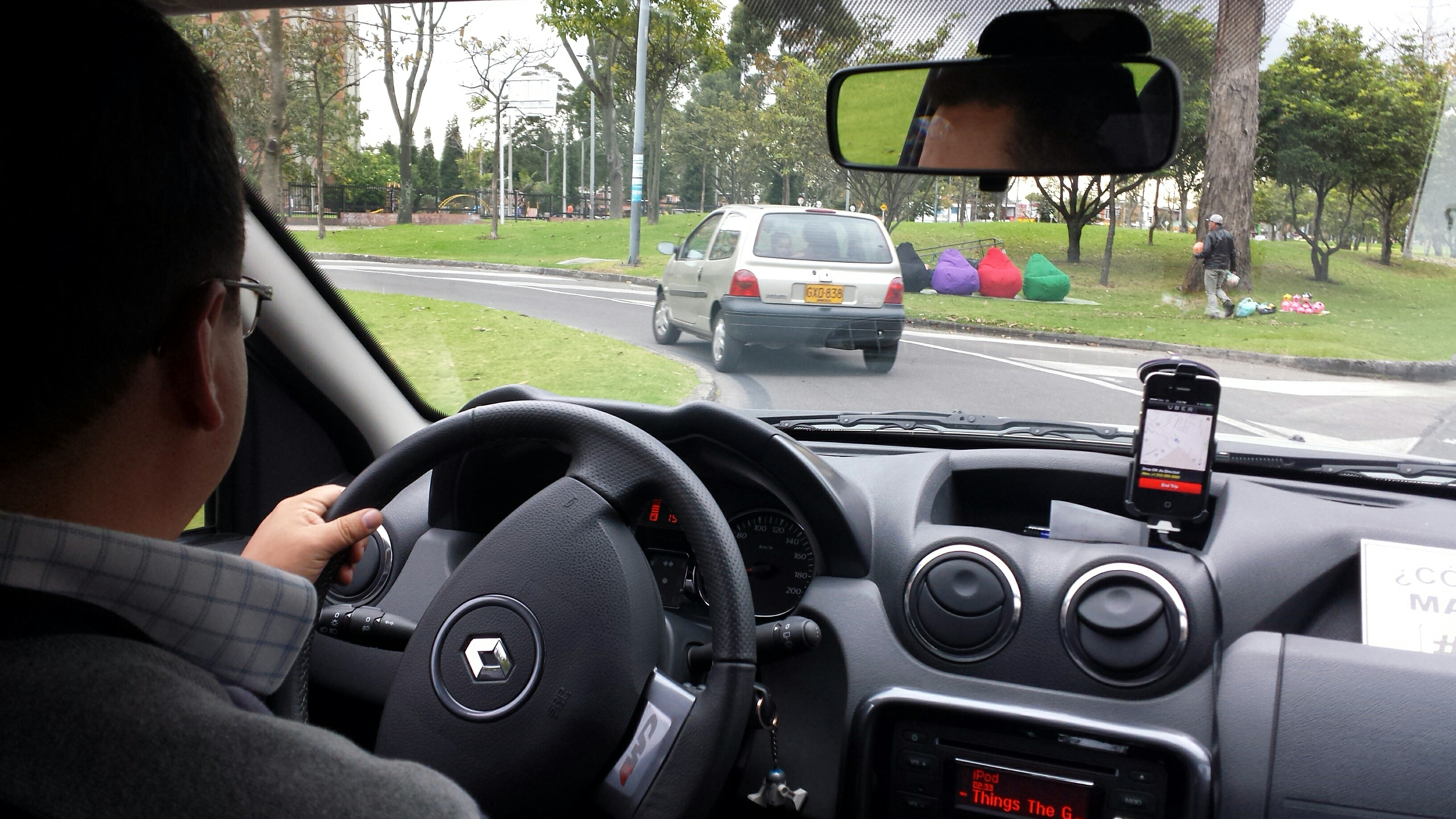
Uber на смартфоне водителя в Боготе (Колумбия)

Uber (изначально UberCab) была основана Трэвисом Калаником и Гарретом Кэмпом в 2009 году, летом того же года было выпущено одноимённое приложение. Изначально водители, участвующие в системе Uber, могли пользоваться лишь автомобилями представительского класса Lincoln Town Car, Cadillac Escalade, BMW серии 7, Mercedes-Benz S550, однако в 2012 году список доступных автомобилей расширили в сторону экономкласса (новый сервис был назван UberX) и началась международная экспансия компании.
В 2012 году Uber объявила о планах расширения функциональных возможностей приложения, после которого будет возможен поиск попутчиков для водителей, не оказывающих услуги такси (англ. ridesharing).
В июне 2015 года Uber открыл новый сервис в Стамбуле UberBOAT, который осуществляет переправу через пролив Босфор. Транспортировка будет осуществляться с помощью лодок. Стоимость от 17 долларов, а вместимость лодки от 7 до 10 человек.
В июне 2016 года объявлено о том, что Uber в Бразилии готовится запустить услугу перевозки пассажиров на вертолёте. Данный сервис можно будет заказать в ежедневном режиме в девяти районах Сан-Паулу, которые имеют вертолётные площадки. Также анонсировано, что при вызове такси Uber покажет итоговую стоимость поездки, а не тариф, соответствующий уровню плотности трафика по пути следования в место назначения.
В конце июля 2016 года появились сообщения о том, что Uber намеревается инвестировать 500 миллионов долларов в проект по разработке собственных электронных навигационных карт. Ожидается, что это позволит отказаться от карт Google maps и создать карты с учётом специфики сервисов Uber. Больше всего проблем возникает в развивающихся странах, где карты Google не всегда точны и подробны. При создании карт будет использоваться информация от водителей, а также собственные разработки компании. Первые карты появятся для США и Мексики.
В октябре 2016 года компания Uber была «взломана», в результате чего были украдены личные данные почти 50 млн пассажиров и 7 млн водителей, но данный факт был скрыт компанией. Только в ноябре 2017 года официальный представитель Uber Дара Хосровшахи в своём послании публично признал и обнародовал факт взлома. По официальной информации, были похищены только имена, адреса электронной почты, номера мобильных телефонов клиентов и номера водительских удостоверений, но, по данным независимых источников, список украденного несколько более широк. Злоумышленники, похитившие данные, потребовали от Uber выкуп. Личности преступников были установлены и им за молчание была выплачена сумма в размере 100 тыс. долларов, замаскированная под вознаграждение по программе bug bounty.
Компания Uber уже несколько лет использует приложение Greyball, которое отслеживает геолокацию потенциальных клиентов, их поведенческие особенности, что помогает определить их род занятий и заблокировать в случае необходимости. Блокируются не только преступники и представители конкурентов, но и чиновники из контролирующих органов. Это используется в таких регионах, где у компании есть трения с властями. Впервые о подобной программе сообщили транспортные инспекторы Портланда, где в своё время не было оформлено разрешения от городских властей.
10 мая 2019 г. компания провела IPO на NYSE, разместив собственные акции по цене 45 долл. за штуку. В пятницу акции компании упали до 41,57 $ (почти 8 %), а капитализация — до 69 млрд $, что ниже её оценки в последних частных размещениях. В понедельник к 20:00 по московскому времени котировки упали до 38,05 $, а капитализация — до 62 млрд $. На фоне царившего на биржах пессимизма после срыва торговых переговоров США и Китая Uber всё равно падал заметно быстрее индекса Dow Jones, в то же время пока IPO прошло лучше состоявшегося в конце марта размещения акций его прямого конкурента Lyft (за месяц торгов акции подешевели с 79 до 51 долл.).
17 марта 2021 года стало известно, что компания изменила статус своих водителей во исполнение решения Верховного суда Великобритании. Теперь британские водители являются сотрудниками компании и имеют право на минимальную зарплату.

## Услуги
С помощью приложения Uber заказчик резервирует машину с водителем (такси) и отслеживает её перемещение к указанной точке, оплата производится с помощью данных банковской карты или наличными.
Приложение Uber насчитывает около двух десятков различных вариантов такси, сервисов совместных поездок и сервисов доставки. В разных странах представлен свой набор услуг. Например, Family Profile — подключение родителями своих детей (подростков до 18 лет) с возможностью слежения за их маршрутом при пользовании Uber.

А также:
- UberX — стандартное такси экономкласса
- UberBlack — такси представительского класса с более дорогими машинами
- UberSelect — такси бизнес-класса (среднее между эконом и представительским классом)
- UberPop — такси экономкласса с водителем без лицензии на такси
- UberPool — стандартное такси с подбором по маршруту нескольких попутчиков и разделением между ними стоимости («мини-маршрутка»)
- UberStart — самый дешёвый вариант (дешевле UberX), допускаются машины 10—15 лет
- UberSUV — поездки на вместительном автомобиле премиум-класса с профессиональным водителем
- UberXL — поездки на вместительном автомобиле экономкласса с профессиональным водителем (до 6 пассажиров)
- UberMOTO — поездки на двухместных мопедах на заднем сиденье
- UberWAV — перевозка людей на инвалидных колясках
- UberPIZZA — доставка пиццы
- UberPET — перевозка животных
- UberKIDS — перевозка детей от 3 лет (от 15 кг). В Москве можно вызвать, только находясь в пределах МКАД.
- UberEXEC
- UberLUX
- UberTAXI
- UberEATS[англ.] — сервис доставки еды на дом
- UberBoat — сервис вызова персонального водного транспорта (доступен в Турции)
- UberTrip — сервис аренды автомобиля на 5 часов и более — фиксированный тариф за 5 часов (доступен в Индонезии, на о. Бали)
- Micromobility — автономные самокаты и велосипеды, которые смогут сами поехать на зарядку или в оптимальные локации[22].

Летом 2017 года компания Uber начала тестирование нового сервиса Uber Health. С его помощью медучреждения смогут заказывать такси для перевозки пациентов. Сервис запустили совместно с медицинскими, опекунскими и страховыми компаниями. Председатель нового подразделения Uber Крис Вебер рассказал, что цель сервиса — снизить количество сорванных визитов к врачу.

## Финансы
Компания Uber привлекала около 11,5 млрд долл. в 14 раундах от венчурных инвесторов и фондов частных инвестиции. В августе 2016, по некоторой информации, Uber достигла договорённости о продаже своей дочерней компании Uber China компании Didi. Didi, в свою очередь, собирается инвестировать 1 млрд долларов в Uber Global.
По итогам девяти месяцев 2020 года выручка составила 8,9 млрд долларов, убыток составил 5,8 млрд долларов (меньше по сравнению с аналогичным периодом 2019 года на 12 и 22 % соответственно). Убыток на акцию составил 3,33 доллара против 6,79 год назад.
| Год                                   | 2014   | 2015 | 1кв’16 | 2кв’16 | 2017 | 2018 |
| ------------------------------------- | ------ | ---- | ------ | ------ | ---- | ---- |
| Выручка, миллиард долларов США        | 0,4953 | 1,5  | 0,96   | 1,1    | НД   | 11,3 |
| Убыток по GAAP, миллиард долларов США | 0,671  | НД   | 0,52   | 0,75M  | 2,2  | 1,8  |

## Города присутствия
UBER работает в более чем 76 странах и 596 городах мира (на май 2017).

### Uber в Турции
Uber в Турции начал работать с 2014 года. В стране насчитывается около 5000 водителей данного сервиса. В 2018 году президент Турции Эрдоган объявил о завершении работы сервиса в стране, так как у них есть собственная система такси и он поддерживает бизнес турецких таксистов.

### Uber в России и на постсоветском пространстве
13 июля 2017 года «Яндекс.Такси» и Uber подписали соглашение об объединении бизнеса, сервисов заказа такси и доставки еды. Компании решили вложить в объединённую структуру 325 миллионов долларов, слияние было закончено в феврале 2018 года. Рынок онлайн-заказа такси и доставки еды России и СНГ был поделен совместным с Uber предприятием. Предприятие получило название MLU B.V и датскую юрисдикцию. 61 % MLU B.V контролируется Яндексом, 37,96 % досталось менеджменту компании. Обе стороны соглашения передали совместному предприятию право использования бренда на оговоренных территориях, оставляя право на конкуренцию в других странах. Для оказания услуг новым предприятием была выбрана технологическая платформа Яндекса.
Объединение компаний принесло стабильный рост количества поездок и прибыли объединённой компании в 2018 и в 2019 годах. По состоянию на апрель 2020 года, объединённая с Яндексом компания присутствовала в 374 крупных городах и 20 странах.

### Uber в Канаде
Uber Eats планирует доставлять марихуану в провинции Онтарио. Так компания хочет бороться с нелегальной торговлей каннабисом.

### Uber на Украине
30 июня 2016 года Uber официально заработал на Украине. После вторжения России на украинскую территорию компания передала около 3,5 млн долларов для гуманитарной поддержки Украины.

## Конфликты и скандалы
Деятельность сервиса вызывала конфликтные ситуации и протесты во множестве стран, включая Францию, Германию, Италию, Нидерланды, Испанию. В некоторых странах на компанию Uber были наложены штрафы, в других запрещались некоторые или все её услуги. Проблема связана с несоответствием правил сервиса законодательству ряда европейских стран (чаще всего — отсутствие полагающихся лицензий на предоставление услуг извоза), а также с заниженными тарифами.
В Москве таксисты также выражали недовольство деятельностью Uber, в частности, называя компанию «крупнейшим нелегальным перевозчиком». В 2015 году департамент транспорта Москвы и компания Uber договорились подписать специальное соглашение, ограничивающее услуги компании только легальными перевозчиками. В январе 2016 года руководитель Департамента транспорта Москвы Максим Ликсутов пригрозил обратиться в правоохранительные и судебные органы с требованием о запрете работы данного мобильного приложения на территории Москвы, если Uber не подпишет ограничительное соглашение. В 2017 году Федеральная торговая комиссия США объявила о том, что Uber согласилась с её условиями по урегулированию претензий к тому, как мобильный сервис хранит персональные данные своих клиентов. В течение 20 лет американская компания должна будет каждые два года проходить проверку независимых аудиторов на соответствие политики Uber требованиям регулятора в области хранения конфиденциальной информации.
Французское подразделение компании должно будет выплатить таксистам более 180 тысяч евро в качестве компенсации за неравные условия конкуренции вследствие появления сервиса уберпоп. Иск подали более 900 таксистов. Их претензии, в частности, в том, что извозом мог заниматься любой зарегистрированный автолюбитель. А это, в свою очередь, нанесло ущерб имиджу водителей. Это уже второй приговор по этому делу. В 2015 году компанию оштрафовали на 150 тысяч евро в пользу государства.

### Гибель пешехода в аварии беспилотного автомобиля
19 марта 2018 года беспилотный автомобиль компании Uber насмерть сбил женщину в городе Темпе, штат Аризона. Автомобиль сбил 49-летнюю Элейн Херцберг, которая переходила дорогу в неположенном месте. Этот инцидент стал первым известным случаем гибели пешехода в результате аварии с участием беспилотного автомобиля. Во время происшествия транспортное средство работало в автономном режиме, а в салоне находился оператор, 44-летняя трансгендерная женщина, Рафаэла Васкес, но она не успела среагировать и предотвратить наезд. После прецедента компания Uber объявила о приостановке испытаний беспилотных авто в Темпе, Питтсбурге, Сан-Франциско и Торонто.
Местная полиция по завершении расследования инцидента признала беспилотный автомобиль невиновным. По её заявлению, погибшая женщина шла посередине дороги вдоль разделительной полосы и толкала велосипед, на котором было несколько пакетов. Непосредственно перед столкновением с автомобилем она внезапно свернула на проезжую часть в неположенном месте и попала под колёса. Журналисты, просмотрев видео происшествия, посчитали, что ситуация была неоднозначная, так как на момент столкновения пешеход уже перешла половину дороги, а у оператора, которая должна была контролировать обстановку и смотреть на дорогу, большую часть времени взгляд был направлен вниз.
В конце марта 2018 года компания Uber заключила досудебное соглашение с семьёй сбитой велосипедистки. Поэтому дело в суде против Uber вестись не будет. Подробности соглашения и дела не разглашаются, а по заявлению адвоката Uber, дело улажено. Инцидент негативно повлиял не только на развитие роботизированных автомобилей Uber: компании Nvidia и Toyota также приостановили свои испытания.
В мае 2018 года появились сообщения о том, что автомобиль распознал пешехода, но принял решение не тормозить. Это произошло по той причине, что инженеры Uber снизили порог срабатывания для распознаваемых критических объектов, и автомобиль проигнорировал пешехода.
6 марта 2019 года прокуратура округа Явапаи (штат Аризона) сняла с Uber ответственность за гибель пешехода в ДТП с беспилотником.

### Критика приложения
В ноябре 2014 года появилась информация о том, что приложение Uber для Android имеет доступ к множеству функций ОС, ищет на устройствах уязвимости. Uber разъяснила, что несмотря на то, что приложение имеет доступ к некоторой частной информации (например, SMS), она не отсылается на серверы.
Кроме этого, приложение для iOS использует геолокацию в фоновом режиме без ведома пользователя, когда приложение не активно.

### Утечка данных
В ноябре 2017 года стало известно, что в результате хакерского взлома в руки злоумышленников попали данные о 50 млн пользователей сервиса и 7 млн водителей такси. Хакеры затребовали выкуп за сохранность похищенных данных. Компания Uber пошла на соглашения при условии, что данные будут удалены, и информация об инциденте не будет разглашаться, но сведения о хакерской атаке всё же попали в СМИ.

### «Файлы Uber» (2022 год)
В июле 2022 года газета The Guardian и Международный консорциум журналистов-расследователей получили доступ к архиву из более 124 тысяч внутренних документов Uber, относящихся к периоду с 2013 по 2017 год. Из них следует, что эта компания для продвижения своего бизнеса использовала тайное лоббирование через высокопоставленных политиков и другие сомнительные способы. В частности, документы свидетельствуют, что Эммануэль Макрон, будучи министром экономики Франции, действовал в интересах Uber. Нели Крус, бывший комиссар ЕС по цифровым технологиям, до истечения срока её полномочий обсуждала с Uber возможную работу на эту компанию. Власти ряда стран в ходе расследований деятельности Uber проводили обыски в офисах компании. Если правоохранительные органы получали доступ к корпоративным компьютерам, то активировался режим, закрывающий доступ к конфиденциальным данным, например спискам водителей. Этот метод использовался по меньшей мере 12 раз.